# فیوری (پاستا)
فیوری ( ‎/fiˈɔːri/‎ ؛ ایتالیایی: [ˈfjoːri] یک شکل تزئینی از پاستا اکسترود شده است. اصطلاح ایتالیایی fiori به معنای " گل " است. این پاستا شبیه روتله است.

## همچنین ببینید
- فهرست پاستا